# Kuikkasuo ja Suurisuo
Kuikkasuo ja Suurisuo este o arie protejată (arie specială de conservare — SAC, sit de importanță comunitară — SCI) din Finlanda întinsă pe o suprafață de 118 ha, integral pe uscat.

## Localizare
Centrul sitului Kuikkasuo ja Suurisuo este situat la coordonatele 63°19′20″N 27°39′56″E / 63.3222°N 27.6656°E.

## Înființare
Situl Kuikkasuo ja Suurisuo a fost declarat sit de importanță comunitară în august 1998 pentru a proteja un număr necunoscut de specii din flora spontană și fauna sălbatică aflate în arealul zonei. Situl a fost protejat și ca arie specială de conservare în aprilie 2015.

## Biodiversitate
Situată în ecoregiunea boreală, aria protejată conține 5 habitate naturale: Lacuri și iazuri distrofice naturale, Cursuri de apă de la nivel de câmpie la nivel montan, cu vegetație Ranunculion fluitantis și Callitricho-Batrachion, Turbării active, Izvoare fino-scandinave și mlaștini produse de izvoare bogate în minerale, Mlaștini împădurite.
La baza desemnării sitului se află un număr nedeclarat de specii protejate.